# Lanochordodes zeravshanicus
Lanochordodes zeravshanicus är en tagelmaskart som beskrevs av Kirjanova 1950. Lanochordodes zeravshanicus ingår i släktet Lanochordodes och familjen Chordodidae. Inga underarter finns listade i Catalogue of Life.